# Фонтанеле (Фиренца)
Фонтанеле (итал. Fontanelle) је насеље у Италији у округу Фиренца, региону Тоскана.
Према процени из 2011. у насељу је живело 18 становника. Насеље се налази на надморској висини од 485 м.